# 3900 pictures
3900 pictures var et grønlandsk filmproduktionsselskab. 
Selskabet blev etableret af Otto Rosing og Mikisoq H. Lynge. Det havde hovedkontor i Nuuk, som har postnummer 3900, deraf navnet. 
3900 pictures producerede i 2008 spillefilmen Nuummioq, som er den første spillefilm som var 100% grønlandsk produceret, instrueret og finansieret. Filmen blev udgivet i 2009. 